# Viglain
Viglain är en kommun i departementet Loiret i regionen Centre-Val de Loire strax norr Frankrikes mitt. Kommunen ligger i kantonen Sully-sur-Loire som tillhör arrondissementet Orléans. År 2022 hade Viglain 854 invånare.

## Befolkningsutveckling
Antalet invånare i kommunen Viglain
| Referens: INSEE |